# Cratere Robinson
Robinson è un cratere lunare di 24,09 km situato nella parte nord-occidentale della faccia visibile della Luna.

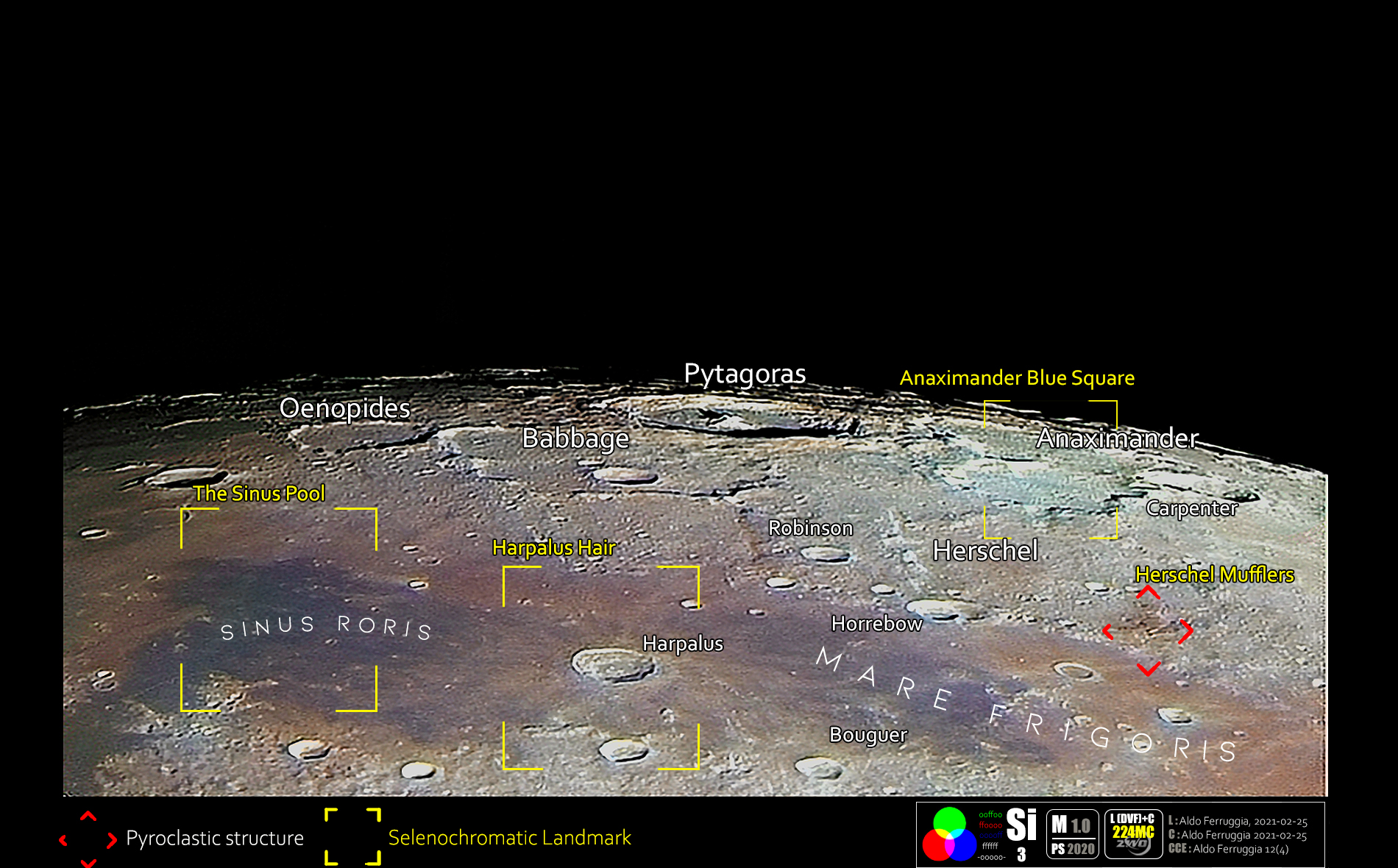
Il cratere Robinson e la sua zona.